# Kamnje, Šentrupert
Kamnje este o localitate din comuna Šentrupert, Slovenia, cu o populație de 94 de locuitori.